# Brunhuvad trast
Brunhuvad trast (Turdus chrysolaus) är en östasiatisk fågel i familjen trastar, nära släkt med izutrasten.

## Utseende och läten
Brunhuvad trast är en medelstor (24 cm), varmbrun trast med vit buk och undergump. Hanen är gråaktig på huvud och strupe, medan honan har brunt huvud och vit strupe. Båda könen är kanelbruna på bröst och flanker. Lätet är en serie hårda "chuck-chuck" medan sången är ett trestavigt "krrn-krrn-zee".

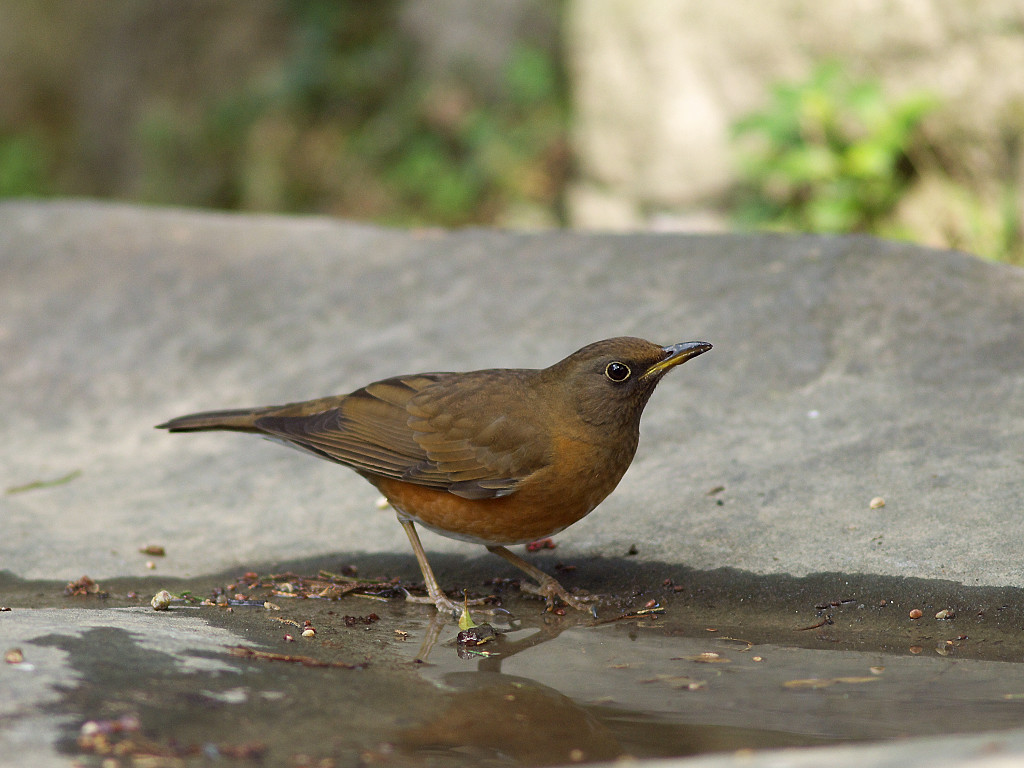
Brunhuvad trast i Taiwans huvudstad Taipei där den är en vanlig besökare vintertid.

## Utbredning och systematik
Brunhuvad trast behandlas antingen som monotypisk eller delas in i två underarter med följande utbredning:
- Turdus chrysolaus orii – förekommer i Kurilerna, övervintrar på de största japanska öarna och Ryukyuöarna
- Turdus chrysolaus chrysolaus – häckar från Sachalin (Ryssland) till norra Japan, övervintrar i södra Kina och på Filippinerna

Tidigare har izutrasten i Izuöarna utanför Japan behandlats som underart till brunhuvad trast (T. chrysolaus) och DNA-studier visar att de står varandra mycket nära genetiskt. Den brunhuvade trasten står även nära de asiatiska arterna mingtrast, amurtrast och gråhalsad trast samt det stora artkomplexet kring ötrasten.

## Levnadssätt
Brunhuvad trast återfinns i buskmarker, skogslandskap och öppna områden med stånd av träd. Den födosöker i det öppna, men nära skyddande växtlighet. Fågeln häckar från slutet av maj till juli i norr, i Japan mellan maj och augusti. Den lägger två kullar per säsong.

## Status och hot
Arten har ett stort utbredningsområde, men tros minska i antal, dock inte tillräckligt kraftigt för att den ska betraktas som hotad. Internationella naturvårdsunionen IUCN listar arten som livskraftig (LC).  Världspopulationen har inte uppskattats men den beskrivs som alltifrån vanlig till ganska sällsynt.